# GNU Hello
GNU Hello是一個相當平凡的自由软件，它會在螢幕上顯示"Hello, world!"或其翻譯。它可以顯示不同格式的訊息或是自訂訊息。此程式的主要目的是作為GNU程式碼標準的範例，展示如何撰寫根據輸入而執行不同工作的程式，並作為GNU軟體維護者實踐的模型。因此它可以作為較新、更重要的軟體專案的模板。

## 外部連結
- 軟體首頁Archive.today的存檔，存档日期2014-05-29